# .pf
.pf je internetová národní doména nejvyššího řádu pro Francouzskou Polynésii.